# سیارک ۱۱۹۵۸
سیارک ۱۱۹۵۸ (به انگلیسی: 11958 Galiani، نامگذاری:1994EJ7) یازده هزار و نهصد و پنجاه و هشتمین سیارک کشف شده‌است که در ۹ مارس ۱۹۹۴ کشف شد.
قدر مطلق سیارک برابر ۲۱.۴ است.